# Рындинское сельское поселение (Цивильский район)
Ры́ндинское се́льское поселе́ние(чув. Рынкă ял тăрăхĕ) — муниципальное образование в составе Цивильского района Чувашской Республики. Административный центр — село Рындино. 

## История
В 1772 году в с. Рындино была построена церковь святого духа (Спасская) на средства помещика Демида Аркатова. Священник — Павел Калистратович Запольский. В селе в те времена было три помещика:
- поручик и кавалер Василий Федорович Матюхин. Имел дворовых людей 17 человек, крестьян — 200 человек;
- капитан Николай Петрович Завацкий. Имел дворовых людей — 7 человек, крестьян — 43 человека;
- князь Андрей Петрович Чагадаев. Имел дворовых людей — 6 человек, крестьян — 48 человек.

В 1890 году была открыта церковно-приходская школа.
В 1897 году 27 октября открылась Рындинская школа грамотности. 
В 1898 году число дворов насчитывало 81, число крестьян — 616 человек.

## География
Рындинское сельское поселение расположено в юго-западной части Цивильского района Чувашской Республики.

Сельское поселение граничит: на севере — с землями Второвурманкасинского и Тувсинского сельских поселений Цивильского района, на востоке — с землями Тувсинского, Таушкасинского, Опытного сельских поселений, с землями Цивильского городского поселения, на юге — с землями Опытного, Михайловского сельских поселений Цивильского района, на западе — с землями Богатырёвского сельского поселения Цивильского района. 

По территории поселения проходят автодороги федерального значения М7 «Волга» и А151 «Цивильск — Ульяновск», железнодорожная линия «Канаш»—«Чебоксары» Горьковской железной дороги (на территории поселения расположен остановочный пункт «46-й км»). Земли поселения находятся в бассейне реки Большой Цивиль и её притоков — Малый Цивиль, Поженарка, Унга.

## Население
| 2010  | 2012  | 2013  | 2014  | 2015  | 2016  | 2017  |
| ----- | ----- | ----- | ----- | ----- | ----- | ----- |
| 1620  | ↘1612 | ↘1598 | ↗1603 | ↘1599 | ↘1595 | ↘1574 |
| 2018  | 2019  | 2020  | 2021  |       |       |       |
| ↘1533 | ↘1504 | ↘1498 | ↘1461 |       |       |       |

## Состав сельского поселения
Сельское поселение образуют 7 населённых пунктов:
| № | Населённый пункт  | Тип населённого пункта       | Население |
| - | ----------------- | ---------------------------- | --------- |
| 1 | Верхние Анатриялы | деревня                      | ↗88       |
| 2 | Нижние Анатриялы  | деревня                      | ↗72       |
| 3 | Нижние Кибекси    | деревня                      | ↗274      |
| 4 | Новая Деревня     | деревня                      | →92       |
| 5 | Первое Семёново   | деревня                      | ↗342      |
| 6 | Рындино           | село, административный центр | ↗927      |
| 7 | Три-Избы          | деревня                      | ↘112      |

## Люди, связанные с поселением
- Андреев Валерий Витальевич (р. 1958, Верхние Анатриялы, Цивильский район) — государственный деятель, организатор образования, действительный государственный советник Чувашской Республики, доктор исторических наук, профессор; заместитель Председателя Кабинета Министров Чувашской Республики — министр печати и информационной политики Чувашской Республики (июнь 2003 — май 2004), министр труда, социальной и демографической политики Чувашской Республики (май 2004 — 2005), ректор Чебоксарского кооперативного института (с 2006 года). Заслуженный работник культуры Чувашской Республики (2001), награждён орденом и медалью ордена «За заслуги перед Чувашской Республикой», почётный гражданин Цивильского района (2012)[17].
- Баранов Иван Фёдорович — уроженец села Рындино, советский дипломат. В 1938—1968 гг. трудился на дипломатической работе МИД СССР в Монгольской и Китайской народных республиках, советником и зав. отделом Консульского управления стран Востока Министерства иностранных дел СССР. Награждён орденами «Знак Почёта», Трудового Красного Знамени, монгольским орденом «Полярная звезда», медалью «За трудовую доблесть» и другими.
- Силантьев Михаил Васильевич (1918, Новая, Цивильский уезд — 1943, Среднее, Верховский район, Орловская область) — лейтенант Рабоче-крестьянской Красной армии, танкист, участник Великой Отечественной войны, Герой Советского Союза (1944).
- Судьин Сергей Корнилович (1894 — 1938) — советский государственный деятель, в 1935 году — первый заместитель наркома внешней торговли СССР[18].